# Neo: The World Ends with You
Neo: The World Ends with You é um RPG de ação publicado pela Square Enix e desenvolvido em conjunto a h.a.n.d, a ser lançado em 27 de julho de 2021 para Nintendo Switch e PS4, com lançamento futuro para Microsoft Windows pela Epic Games Store. É uma sequência para o jogo The World Ends With You, lançado em 2007 para o Nintendo DS, e segue a história a partir dos eventos que se passaram no primeiro, com cenários expandidos, personagens novos e mudanças de gameplay para se adequar às plataformas modernas. O design visual clássico do original é mantido, mas dessa vez com cenários e personagens em 3D em conjunto com as animações em estilo de visual novel. Takeharu Ishimoto, compositor do primeiro retorna para a sequência, enquanto Tatsuya Kando retorna como diretor e Tetsuya Nomura retorna como designer de personagens (e produtor criativo).

## Enredo

### Ambientação
O jogo se passa em uma versão fictícia do distrito de Shibuya, no Japão. Os personagens são transportados e aprisionados em uma versão paralela do distrito (chamada "UG", ou Underground), onde conseguem observar e manipular o mundo "real" (chamado de "RG", ou Realground), mas não podem interagir diretamente com as pessoas de lá. Os jogadores podem visitar locais famosos de Shibuya, como a Scramble Crossing, a estátua de Hachiko e a loja de música Tower Records.

### História
Rindo Kanade e Tosai "Fret" Furesawa, dois estudantes de Tóquio, são abruptamente transportados para o Underground e obrigados a participar do "Reaper's Game", um jogo de 7 dias onde a única saída é a vitória. Se forem derrotados, eles serão "apagados", e para vencer serão obrigados a completar missões diárias distribuídas pelos Reapers, moderadores do jogo, tendo que lutar contra monstros e outros jogadores para conseguirem sobreviver até o fim. Eles rapidamente conhecem Sho Minamimoto, aparentemente um jogador experiente que se interessa pelas habilidades dos dois, e Nagi Usui, uma universitária que se encontra tão perdida quanto eles dentro do jogo, e os quatro formam os "Wicked Twisters", um dos diversos grupos de jogadores do Reaper's Game.

## Gameplay
Mecânicas do primeiro jogo são revisitadas, o jogador possui uma coleção expansível de poderes chamados "Psychs", representados fisicamente como bottoms, que pode utilizar para derrotar monstros chamados "Noise", criaturas criadas por sentimentos negativos das pessoas do RG (como raiva, medo, inveja). Ao contrário do primeiro jogo, cada personagem da equipe pode equipar um Psych, e cada um possui um botão que o poder equipado. A alta variedade de poderes existentes no jogo dá ao jogador liberdade para decidir como jogá-lo, com cada Psych podendo evoluir e ficar mais forte quanto mais ele é utilizado. Alimentos podem ser consumidos para dar aos personagens pequenos incrementos permanentes nos seus atributos, que são Ataque, Defesa, Estilo e HP, enquanto roupas podem ser vestidas para dar incrementos maiores, mas temporários.
Mecânicas narrativas, importantes para o desenvolvimento da história do primeiro jogo, também retornam. Rindo consegue sugerir pensamentos para as pessoas do RG num processo chamado "Imprinting", a partir de palavras-chave que o jogador coleta, de maneira a completar as diversas missões que os personagens recebem diariamente. Ele também é capaz de voltar no tempo de maneira limitada, pode revisitar momentos em um passado próximo para alterar os eventos do presente ou adquirir mais informações. Fret pode manipular a memória de outras pessoas próximas para que se lembrem de coisas que esqueceram, e Nagi consegue "mergulhar" nos pensamentos de pessoas possuídas pelo Noise para libertá-las.